# Кашан
Вижте пояснителната страница за други значения на Кашан.
Кашан (на персийски: کاشان) е град в централен Иран, административен център на шахрестана Кашан в провинция Исфахан. Населението му е 304 487 души (2016 г.).
Разположен е на 941 m надморска височина в Иранското плато, на 145 km северно от град Исфахан и на 190 km южно от столицата Техеран. Селището съществува още от протоеламската епоха като са запазени останки от III хилядолетие пр.н.е.
Освен с килимите, Кашан е известен с производството на коприна и „каши“ – керамични плочки, наричани така, заради името на града – Кашан. Между 12 и 14 век, Кашан е важен център за производство на висококачествени керамични съдове и плочки.
Кашан е красив, оазисен град намиращ се на пътя Кум – Кашан и на покрайнините на пустинята Деще Кевир. Градът е известен със своите текстилни продукти, керамични плочки, розова вода (Голаб) от розовите полета на Гамсар. Градът привлича много туристи заради розовите плантации, а през пролетта се провежда фестивал на розата. Той е и един от най-популярните археологически градове в централен Иран, тъй като датира отпреди 7000 г. Много историци и пътешественици наричат Кашан, „портата към световната цивилизация“. Кашан процъфтява главно през епохата на Селджуците и Сефевидите.
Кашан е бил любим град на шах Абас I Велики. Той разкрасява града и искането му е да бъде погребан там. Разхождайки се по малките улички на града, човек може да види красиви стари сгради с тухлени стени.
Сред основните забележителности на Кашан са градината Фин, къщата Абаси, къщата Табатабаи, джамията Ага Бозорг и тепе Сиалк.

## Известни личности
Родени в Кашан
- Камал ол-Молк (1847 – 1940), художник
- Носрат Песешкиян (1933 – 2010), психиатър